# Cardo maximus
Pour les articles homonymes, voir Cardo.

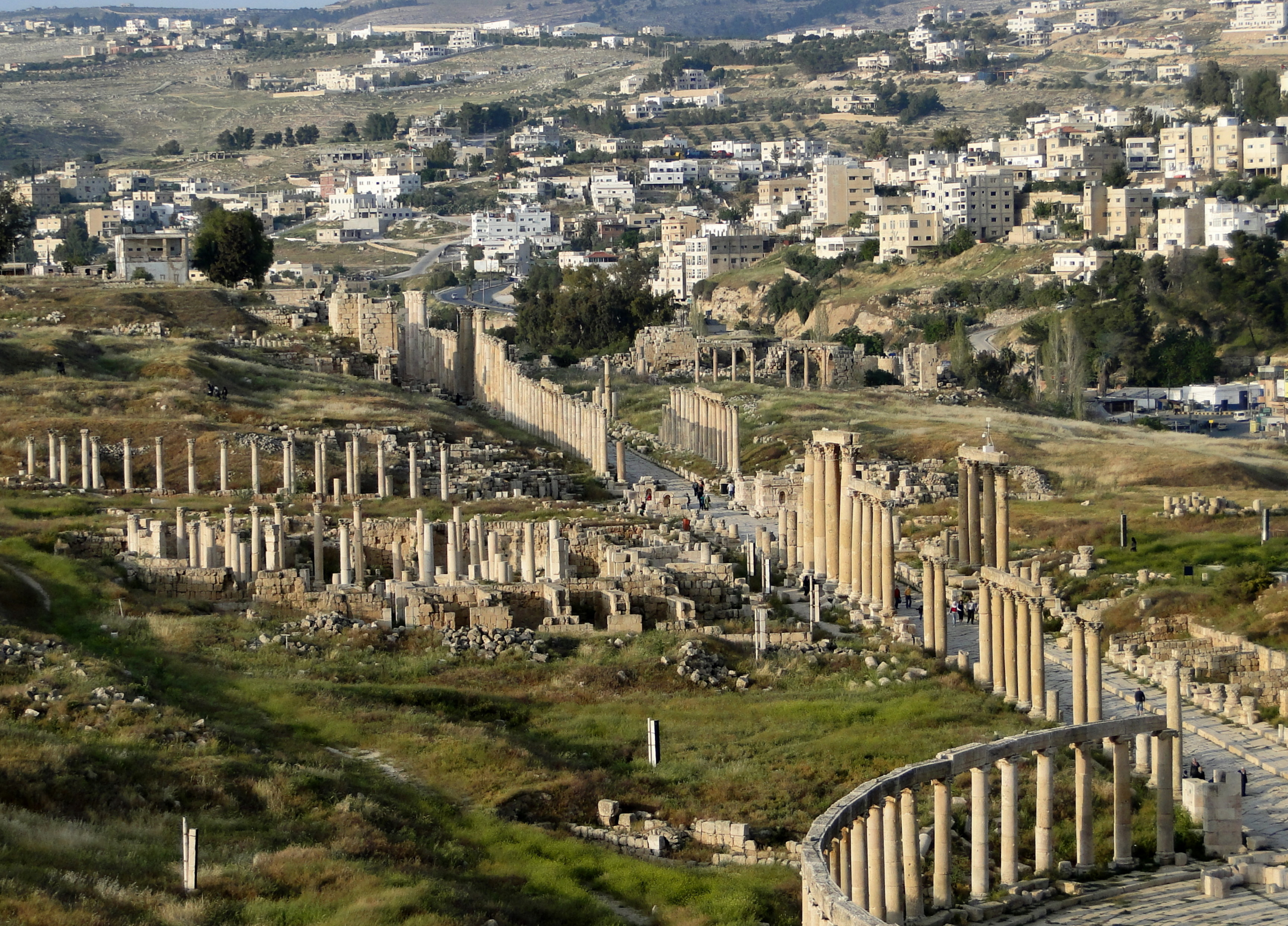
Le cardo maximus de Jerash, en Jordanie.

Le cardo maximus est la voie d'axe nord-sud la plus importante d'une ville romaine.
Son nom latin « cardo maximus » est formée de deux mots : le premier, le substantif cardo, signifie aussi « pivot » ou « gond de porte », et désigne ici l’axe nord-sud autour duquel semble pivoter la voûte céleste ;
le second mot, maximus, le superlatif du qualificatif magnus, est traduisible par « le plus grand ».
Dans la centuriation romaine, le cardo maximus était l'axe nord-sud qui structurait la cité dès sa création. De plus, le cardo était une des voies principales au cœur de la vie économique et sociale de la ville. À la croisée du cardo et du decumanus (axe est-ouest) d'une cité, on trouvait généralement le forum romain.
À noter que dans l'expression « points cardinaux », l'adjectif « cardinal » provient étymologiquement du mot cardo, avec toujours cette notion de pivot.

## Cardode Jérusalem

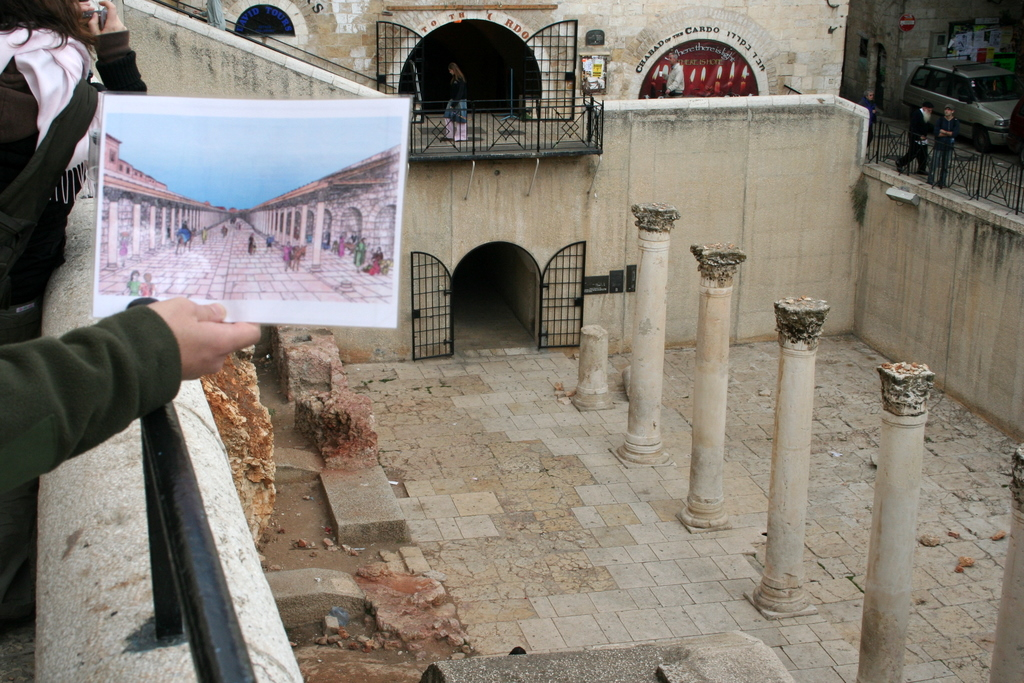
Le cardo de Jérusalem.

Un exemple de cardo est celui de l'antique Jérusalem. Après la répression de la révolte juive de 70 par les troupes de Titus, l'empereur Hadrien entreprit la reconstruction de Jérusalem sur le modèle romain en la renommant Ælia Capitolina, et les nouveaux plans de la ville incorporaient un cardo avec colonnades allant du nord au sud. Ce cardo fait encore aujourd'hui partie de la ville de Jérusalem. La partie sud, byzantine, a été restaurée après la guerre des Six Jours.
La mosaïque de Madaba, plus vieille représentation cartographique de la Terre sainte et en particulier de Jérusalem, donne une représentation schématique de la ville, vue du ciel, les bâtiments couchés sur le flanc afin de présenter leur façade, avec pour axe le cardo.

## Cardode Volubilis
La ville de Volubilis se situant en hauteur, le cardo n'était pas aussi droit et perpendiculaire au decumanus que les habituels. Il tournait légèrement en courbe.

## CardoenGaule romaine

### Besançon
Le cardo maximus de Vesontio correspond à l'actuelle Grande Rue de Besançon. Cette antique voie romaine qui reliait Rome à Langres via Milan, Orbe et Pontarlier, descendait de la colline du mont Saint-Étienne, traversait la porte Noire, arc de triomphe érigé en l'honneur de Marc Aurèle et débouchait sur le vieux pont romain de Battant. Un cardo secondaire se trouvait au niveau de l'actuelle rue des Granges. Perpendiculairement au cardo maximus, le decumanus de Besançon correspondait aux actuelles rues de la Préfecture et Bersot. Au carrefour du cardo maximus et du decumanus se trouvait le forum.

### Burdigala (Bordeaux)

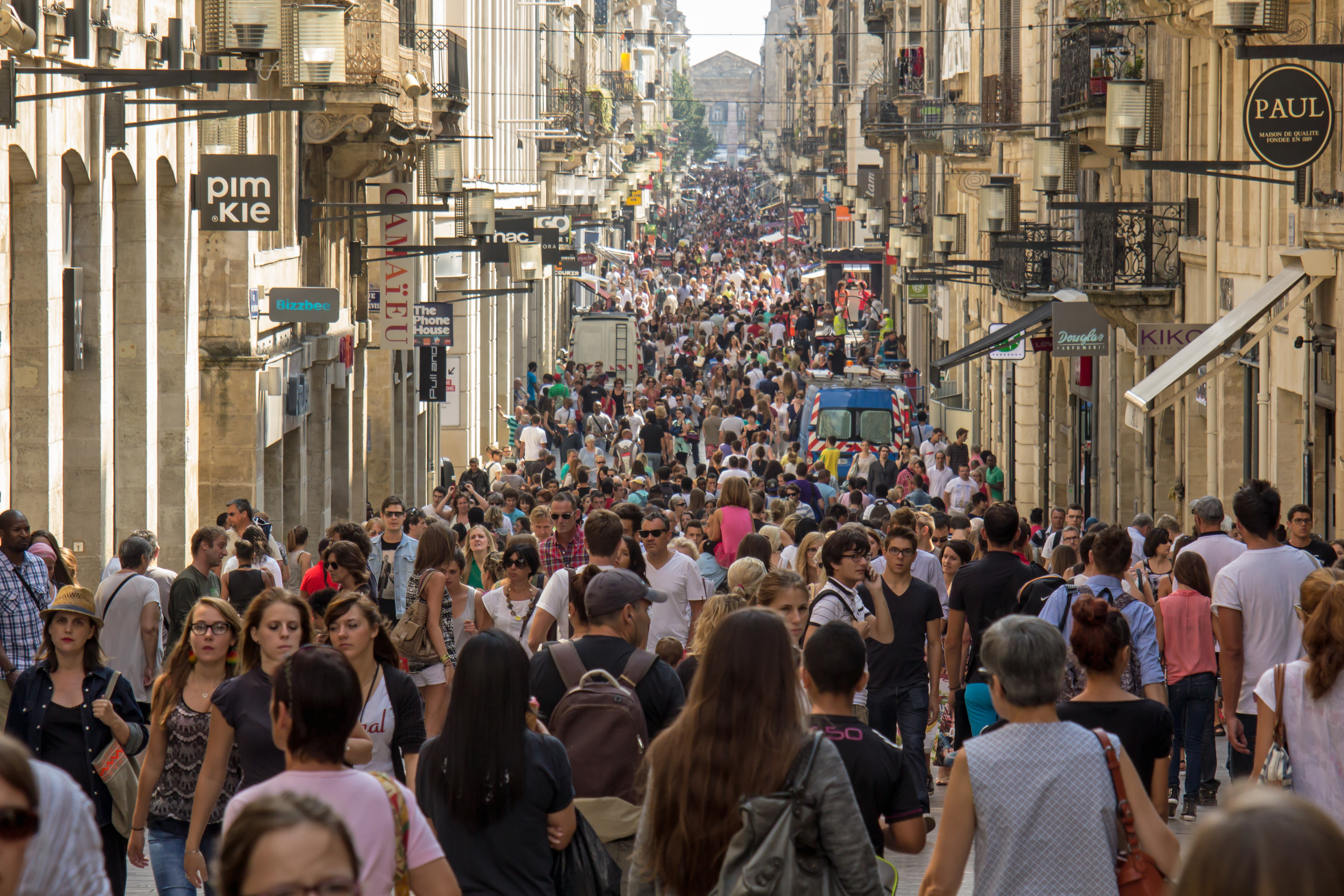
Rue Sainte-Catherine, ancien cardo de Bordeaux.

Créé en 52 av. J.-C., le cardo de Burdigala est formé par la longue rue Sainte-Catherine. Le decumanus est constitué par les rues Porte-Dijeaux et Saint-Remi.

### Augustonemetum (Clermont-Ferrand)
Le cardo maximus de Augustonemetum (Clermont-Ferrand) correspond aux rues Rabanesse, Vercingétorix et Ballainvilliers.

### Metz
Le cardo maximus de Divodurum Mediomatricorum était la via Scarponensis (qui a laissé son nom à la rue Serpenoise), voie menant à Scarponne (Dieulouard), au nord de Nancy.
Cet axe romain nord-sud correspond aux actuelles rues des Trinitaires, Taison, rue Serpenoise, avenue Robert-Schumann, avenue du Général-Leclerc, rue de Verdun, etc.

### Paris

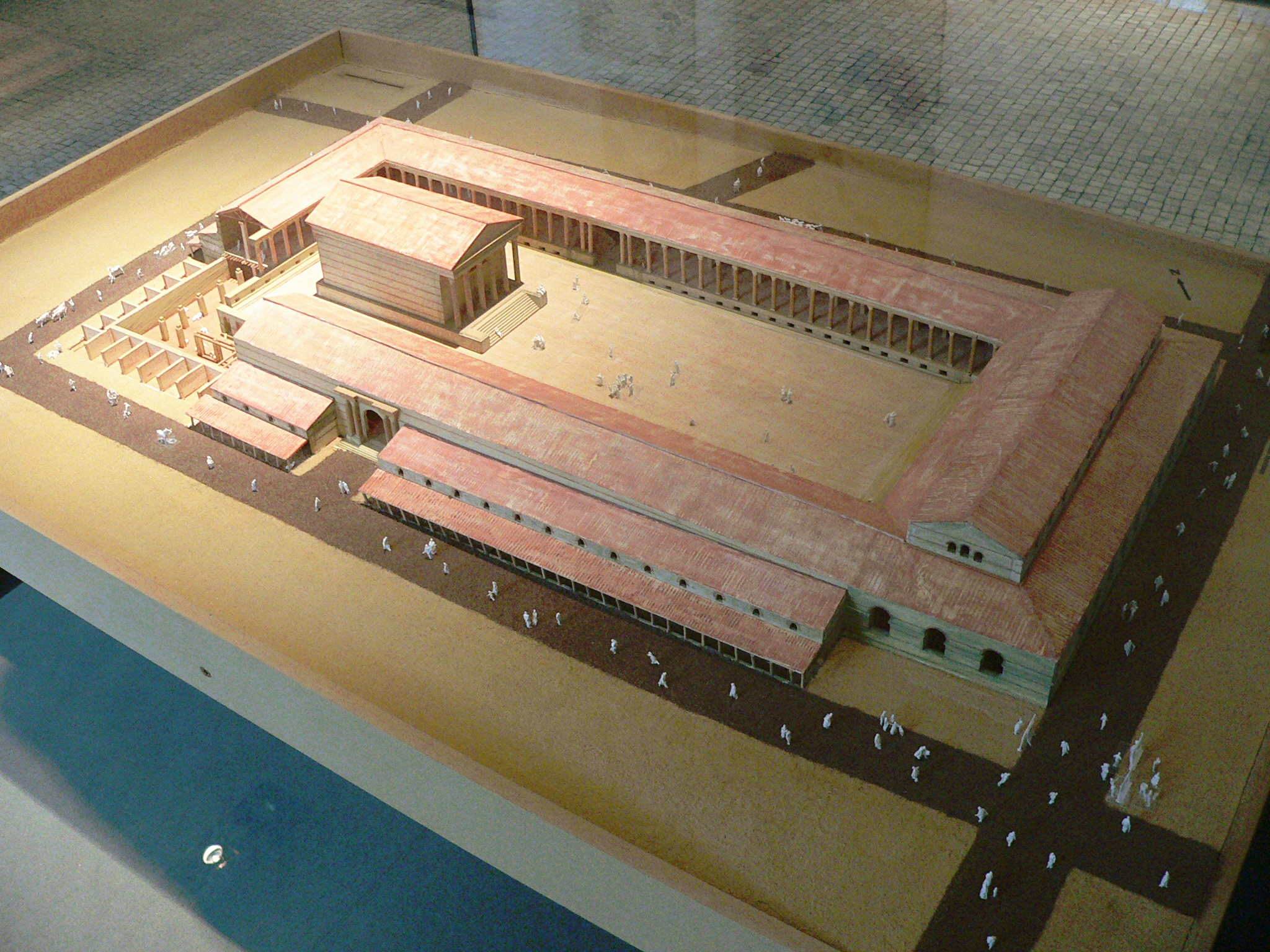
Le forum de Lutèce, maquette (musée Carnavalet).

Le cardo maximus de Lutèce de la montagne Sainte-Geneviève (mons Lucotitius) par l'actuelle rue Saint-Jacques. Le point haut géologique est vraisemblablement situé actuellement au n° 172 de la rue Saint-Jacques. Il était bordé d'une série de bâtiments antiques étagés parmi lesquels, au bas de la colline, les thermes de Cluny. Le cardo maximus franchissait ensuite une première fois la Seine par le Petit-Pont, traversait l'île de la Cité par la rue de la Cité, puis enjambait une seconde fois le fleuve par le pont Notre-Dame, pour emprunter un double cardo constitué par la rue Saint-Martin.
L'autre cardo de Paris est celui correspondant au boulevard Saint-Michel, sur la rive gauche, et la rue Saint-Denis, sur la rive droite.
Un troisième cardo sur la rive gauche suivait la rue Valette.
Au sommet de la montagne Sainte-Geneviève, ces deux premiers cardo encadraient le bâtiment central de la Lutèce romaine : le forum.

### Reims
Le cardo de la ville gallo-romaine de Reims passait par ce qui est grossièrement aujourd'hui l'axe formé par l'avenue de Laon jusqu'à Saint-Remi, il reliait la porte de Mars avec la porte Bazée (rue de l'Université).
Au XVIIIe siècle, la construction de la place Royale à la croisée des deux axes romains (cardo et decumanus) a causé un glissement du cardo. Aujourd'hui, il est donc divisé en deux parties, la première est toujours formée par l'avenue de Laon jusqu'à la place Royale, et la deuxième par la rue Chanzy et la rue Gambetta.

### Toulouse
Le cardo maximus de Toulouse est une voie qui traverse la ville de la porte nord, la Porterie retrouvée sous la place du Capitole, par les rues Saint-Rome, des Changes, des Filatiers et Pharaon pour aboutir, au sud, à la place du Salin et la porte Narbonnaise. Ce cardo est le premier axe devenu piéton à Toulouse au milieu des années 1980.